# Now or Never (1921)
Now or Never is een korte stomme film uit 1921 onder regie van Fred C. Newmeyer en Hal Roach.

## Rolverdeling
| Acteur            | Personage | Rolbeschrijving |
| ----------------- | --------- | --------------- |
| Harold Lloyd      |           | jongen          |
| Mildred Davis     | Mary      | meisje          |
| Anna Mae Bilson   | Dolly     | kind            |
| William Gillespie |           | vader van kind  |